# West Coast Classic 1977
Il West Coast Classic 1977 è stato un torneo di tennis giocato sul sintetico indoor. È stata la 3ª edizione del torneo, che fa parte del Colgate-Palmolive Grand Prix 1977. Si è giocato a Perth in Australia, dal 24 al 29 ottobre 1977.

## Campioni

### Singolare
Vitas Gerulaitis ha battuto in finale  Geoff Masters con il punteggio di 6–3 6–4 6–2

### Doppio
Ray Ruffels /  Allan Stone hanno battuto in finale  Nick Saviano /  John Whitlinger con il punteggio di 6–2, 6–1